# Bahman Ahmadi Amouee
Bahman Ahmadi Amouee (Provincia di Chahar Mahal e Bakhtiari, 1967) è un giornalista iraniano, imprigionato dalle autorità iraniane dal 2009 per aver criticato le politiche economiche del governo Ahmadinejad.

## Biografia
Ha lavorato come redattore per il quotidiano riformista Sarmayeh fino al 2009, quando il giornale venne censurato dalle autorità iraniane e Amouee arrestato insieme alla moglie Zhila Bani-Yaghoub (anch'ella giornalista).
Nel gennaio 2010 Amouee è stato condannato a 34 frustate e a sette anni e quattro mesi di carcere. Nel marzo dello stesso anno, una corte d'appello ha ridotto la pena detentiva a cinque anni.
Amouee era detenuto nella prigione di Evin, spesso in isolamento. Nel luglio 2010, Amouee e altri 14 prigionieri hanno organizzato uno sciopero della fame di 16 giorni per protestare contro i maltrattamenti subiti. I funzionari della prigione hanno risposto negando le visite dei famigliari per un mese.
Nel giugno 2012, le autorità hanno trasferito Amouee nella prigione di Rajaee Shahr (a Karaj), dove sono detenuti criminali violenti, anche qui per diversi periodi in isolamento.
Sua moglie, Bani-Yaghoub, caporedattrice del Women’s Club iraniano, un sito web di notizie incentrato sui diritti delle donne, è stata rilasciata su cauzione nell'agosto 2009, per poi essere successivamente condannata a un anno di carcere per accuse anti-statali.
Ahmadi ha ricevuto il premio Hellmann-Hammett nel 2011 e il Premio Oxfam Novib/PEN nel 2015.

## Opere
- Life in Prison, Mazda Pub, 2020. ISBN 978-1-56859-379-1.